# استصلاح الأراضي التعدينية
استصلاح الأراضي التعدينية (بالإنجليزية: Mine reclamation)، هو عملية ترميم الأراضي التي تم تعدينها إلى حالة طبيعية أو صالحة للاستعمال الاقتصادي. على الرغم من أن عملية استخلاص الأراضي التعدينية تحدث بمجرد اكتمال التعدين، فإن التخطيط لأنشطة الاستصلاح يحدث قبل السماح أو بدء التعدين. إن استصلاح الأراضي التعدينية يخلق مناظر طبيعية مفيدة تلبي مجموعة متنوعة من الأهداف التي تتراوح من استعادة النظم البيئية المنتجة إلى إنشاء الموارد الصناعية والبلدية. في الولايات المتحدة، يعد هذا الاستخلاص جزءًا منتظمًا من ممارسات التعدين الحديثة. الاستصلاح الحديث للمناجم يقلل ويخفف من الآثار البيئية للتعدين.

## الولايات المتحدة

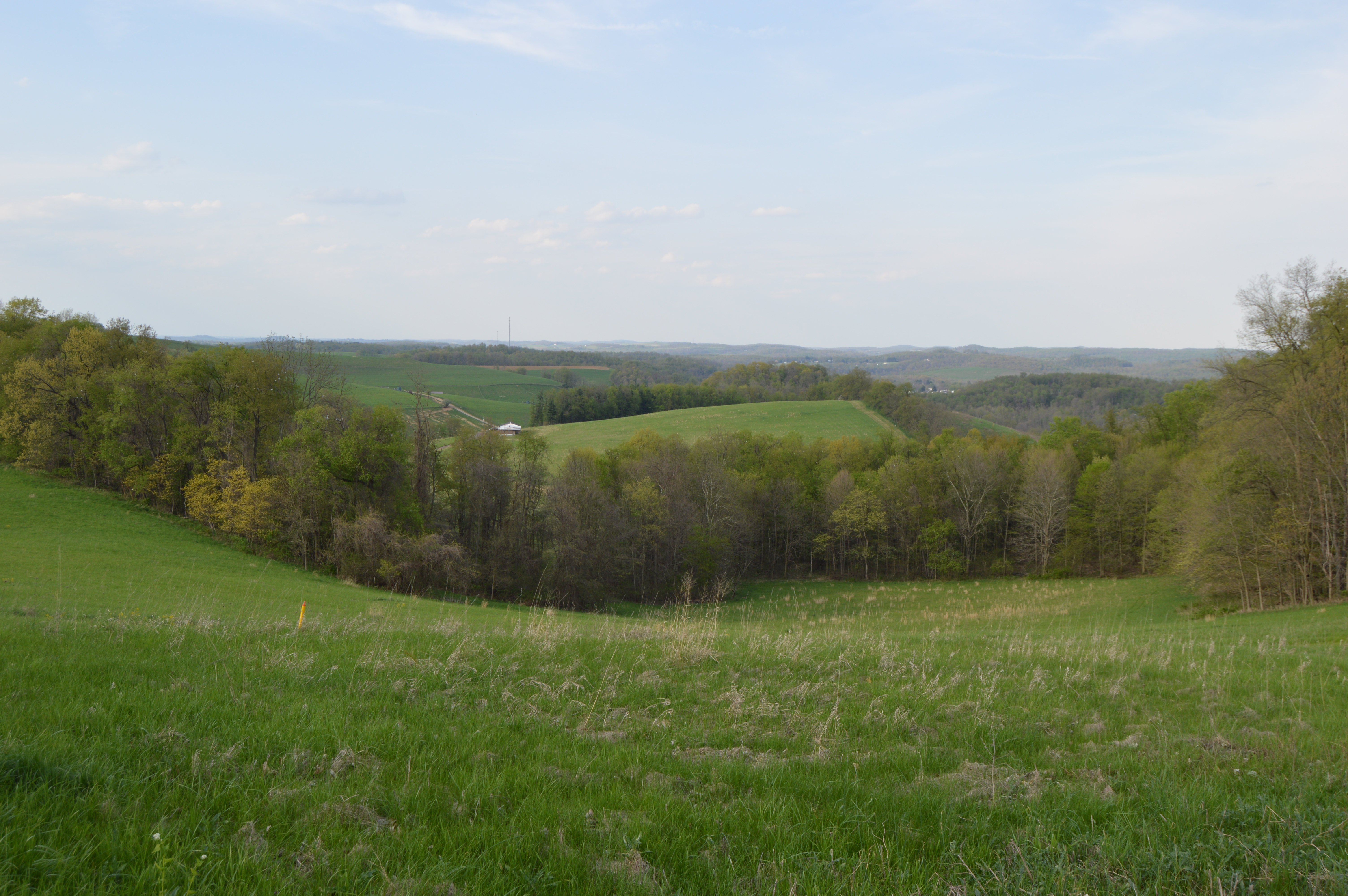
أرض تعدينية مُستصلحة في جنوب غرب ولاية بنسيلفانيا

قبل عام 1977، لم تكن هناك قوانين فدرالية تنظم جانب التعدين السطحي لصناعة تعدين الفحم. على الرغم من أن العديد من الدول التي لديها نشاط تعدين قد أقرت قوانين لتنظيم العمليات، فقد اختلفت القوانين من دولة إلى أخرى وكان التنفيذ غير متناسق. حتى عندما بدأت الدول في سن تشريعات تنظيمية أكثر صرامة بعد الحرب العالمية الثانية، كانت تفتقر في الغالب إلى التمويل لإدارة التشريعات وإنفاذها. كانت المبادئ التوجيهية لاستصلاح ما بعد التعدين بشكل عام أقل صرامة مما هي عليه اليوم. على سبيل المثال، بدأت كولورادو برنامج استصلاح طوعي في عام 1965، إذ كان من المتوقع أن يعمل مشغلو المناجم من تلقاء أنفسهم لاستعادة الأراضي التعدينية.

### وفق قانون مراقبة التعدين السطحي والاستصلاح لعام 1977
قانون مراقبة التعدين السطحي والاستصلاح لعام 1977 (إس إم سي آر إيه)، وهو القانون الفيدرالي الأساسي الذي ينظم الآثار البيئية لتعدين الفحم في الولايات المتحدة. وقد وضعت مبادئ توجيهية للسماح بمناجم الفحم الحالية والمستقبلية بالإضافة إلى صندوق استئماني لتمويل استصلاح المناجم المهجورة. يوازن (إس إم سي آر إيه) بين الحاجة لحماية البيئة من آثار تعدين الفحم السطحي وحاجة الأمة للفحم بصفته مصدرًا أساسيًا للطاقة. ويضمن إجراء عمليات تعدين الفحم بطريقة مسؤولة بيئيًا واستصلاح الأرض بشكل كافٍ أثناء عملية التعدين وبعدها. تتحمل معظم الدول التي تقوم بتعدين الفحم الآن المسؤولية الرئيسية عن تنظيم تعدين الفحم السطحي على الأراضي الواقعة ضمن نطاق ولايتها القضائية، إذ يؤدي مكتب إصلاح التعدين السطحي وإنفاذه (أو إس إم آر إي) دورًا إشرافيًا.
يجب على المشغلين قبل الحصول على تصريح التعدين بموجب (إس إم سي آر إيه)، تقديم خطة مفصلة وشاملة لاستصلاح الأرض بعد الانتهاء من التعدين. يجب أن تتضمن خطة الاستصلاح، من بين معايير أخرى، حالة الأرض ما قبل التعدين واستخدام الأرض المراد تعدينها؛ والاستخدام المُقترح للأرض بعد الاستصلاح؛ وجدول زمني تقديري للاستصلاح؛ والخطوات التي سيجري اتخاذها للامتثال لقوانين جودة الهواء والماء ذات الصلة. بالإضافة إلى تقديم خطة الاستصلاح، يجب على المشغلين أيضًا نشر ضمان الأداء لضمان توفر الأموال لإكمال الاسترداد في حال خرج المشغل من العمل قبل الانتهاء من الاسترداد أو كان غير قادر على إكمال الاسترداد. يجب أن يساوي مبلغ السند مبلغ خطة الاستصلاح المقترحة. لا يجري تحرير السند إلى المشغل إلا بعد أن تستنتج الدولة أو المكتب التنظيمي الفيدرالي نجاح عملية الاستصلاح، والتي قد تستغرق أكثر من 10 سنوات بعد اكتمال عملية الاستصلاح.

### برنامج أراضي التعدين المهجورة
يُمول استصلاح المناجم المهجورة من خلال ضريبة إنتاج الفحم. يجب على مشغلي المناجم دفع ضريبة قدرها 0.12 دولارًا لطن الفحم المُستخرج تحت الأرض و 0.28 دولارًا لطن الفحم المُستخرج على السطح، وتُوضع عائدات هذه الضريبة في صندوق استصلاح المناجم المهجورة (الذي أنشأه قانون ]إس إم سي آر إيه[) لدفع تكاليف استصلاح المناجم المهجورة. تُوزع نسبة مئوية من التمويل على الولايات التي تمتلك برامج استصلاح معتمدة لمشاريعها، وتستخدم الأموال الفيدرالية المتبقية عبر الحكومة الفيدرالية من خلال (أو إس إم آر إي) لاستعادة أراضي التعدين المهجورة في الولايات التي لا تمتلك برامج نشطة. اعتبارًا من 15 ديسمبر 2011، قدمت (أو إس إم آر إي) أكثر من 7.2 مليار دولارًا لاستصلاح أكثر من 295,000 فدانًا من مواقع المناجم المهجورة ذات الأولوية العالية الخطرة، واستُصلحت المناجم المهجورة لأغراض أخرى من خلال صندوق (أو إس إم آر إي) منذ عام 1977.